# Aretinova mapa
Aretinova mapa Čech, původním názvem Regni Bohemiae nova et exacta descriptio (Nový a přesný popis Království českého), patří mezi nejstarší mapy českého území. Roku 1619 ji vydal Pavel Aretin z Ehrenfeldu a od té doby byla využívána sto let.

## O autorovi
Pavel Aretin se narodil v Uherském Brodě kolem roku 1570. V letech 1600–1608 byl radním písařem v Klatovech, kde výhodným sňatkem získal značný majetek. Poté po jeden rok zastával funkci druhého písaře Starého Města pražského a následně v letech 1609–1612 působil ve službách Petra Voka z Rožmberka jako český sekretář. Z této doby je mu připisováno několik rukopisných map rožmberského území (např. mapa zábřežského panství). Připisováno proto, že byl údajně velmi skromný a svá díla nepodepisoval.
Po smrti Petra Voka, na podzim roku 1612, se vrátil do Prahy, kde se stal radním písařem a po obdržení městského práva tu koupil dům. V roce 1615 byl nobilitován císařem Matyášem a kromě erbu mu byl (i díky přímluvě Jana Jiřího ze Švamberka) udělen šlechtický predikát z Ehrenfeldu. Později se přidal k povstání českých stavů, kde zastával funkci sekretáře. Roku 1619 vydal své nejznámější dílo, mapu s názvem Regni Bohemiae nova et exacta descriptio (Nový a přesný popis Království českého).
Po vydání Obnoveného zřízení zemského roku 1627 byl Pavel Aretin jako nekatolík nucen emigrovat a usadil se v saském městě Pirna. Předpokládá se, že při saské okupaci Čech 1632 se Pavel Aretin na krátkou dobu do Čech vrátil a někdy v této době vydal druhé upravené vydání své mapy Čech. O následných aktivitách nejsou známy bližší informace.

## Popis mapy
Aretinova mapa vyšla celkem ve čtyřech vydáních. Autorem prvních dvou je samotný Pavel Aretin. Třetí vydání Aretinovy mapy je dílem Daniela Vusína a čtvrté jeho syna Kašpara Zachariáše Vusína.
Mapa byla tištěna ze dvou měděných desek o rozměrech 766x574 mm a jako rytec je uveden Paulus Bayard sculpsit Pragae (Pavel Bayard, rytec pražský). Nad mapou je uveden její název a ve třetím a čtvrtém vydání je po stranách vyobrazeno 12 postav v dobových krojích (6 mužských a 6 ženských). Mapa je orientována k severu. V levém dolním rohu se nachází grafické měřítko a legenda, obsahující vysvětlení 16 značek v mapě používaných. V horních rozích jsou uvnitř rámce vyobrazeny obrazy českého lva a císařského orla, což spolu s nápisem Cum consensu Superiorum (Se souhlasem nadřízených) ve spodní části mapy značí, že se jedná o úřední mapu. Kartuš v pravém dolním rohu nese nápis Patriae honori et utilitati Dt Const Paulus Aretinus ab Ehrenfeld Ciuis Antiq: Urbis Pragensis Anno exulcerati seculi MDCXIX (K poctě a užitku vlasti věnuje a zasvěcuje Pavel Aretin z Ehrenfeldu občan Starého města pražského v roce 1619) – Pavel Aretin se tedy sám neoznačuje za autora mapy. V místě pramene Vltavy je vyobrazen andělíček sklánějící se nad buzolou.
Mapa byla vyhotovena v měřítku 1:504 000. Především v západní části Čech se projevuje stočení o 9°, z čehož lze usuzovat, že autor mapu skládal z částí. Geografická síť chybí, ale rám mapy je dělený na 42x35 mil (1 míle = 7.4516 km). Předpokládá se, že mapa byla vytvořena na základě skutečného měření, i když podle dostupných informací Aretin sám měření neprováděl. 
Popis sídel na mapě je psán česky i německy. K mapě byl připojen rejstřík (psaný česky a německy), uvádějící 1157 abecedně seřazených míst včetně jejich souřadnic (v celých mílích a jejich osminách), které jsou v mapě zobrazeny. Souřadnice míst jsou vztaženy k levému hornímu rohu. Na konci rejstříku je opět obojím jazykem uvedena poznámka: Meze království Českého vůkol drží 123 1/3 mil. Země Česká od východu k západu nadýl drží 40 mil, od půlnoci na poledne širokosti má 35 mil. Všecken Země České plac v svých hranicích drží 859 mil quadratův. Jde o vůbec první údaj popisující velikost tehdejšího území Čech.
Aretinova mapa jako první mapa Čech obsahuje politické rozdělení na 15 krajů, které jsou přímo v mapě popsány (opět česky i německy). Mimo vnitřního členění jsou zakresleny i hranice s okolními zeměmi.
Dále mapa obsahuje poměrně přesný zákres výškopisu (kopečková metoda), ovšem bez popisu. Pouze Krkonoše jsou popsány latinským nápisem Montes Gigantum (Obří hory) a je u nich uveden nápis Krkonosse vel Montes Gigantum in quibus Daemon quem incolae Ribenzal vocant mirabilem Dei potestatem monstrat (Krkonoše neboli Obří hory, v nichž démon, obyvateli nazývaný Rýbrcoul, ukazuje podivuhodnou moc Boží).
Vodopis je bohatý, i když méně přesný. V pozdějších vydáních byl opravován. Na rozdíl od výškopisu jsou téměř všechny zobrazené řeky i popsané. Řeky na území Čech jsou sice napojeny na zahraniční toky, zde se nicméně vyskytuje mnoho chyb a nepřesností.
Zakreslení cest prakticky chybí. Výjimku tvoří Zlatá stezka z bavorského Furholzu (dnes část obce Grainet) do Prachatic a Nová stezka z Furholzu přes Dolní Vltavici a Horní Planou do Českého Krumlova.

## Další vydání mapy

### Druhé vydání
Druhé vydání se od prvního liší nápisem v písmenu o v názvu mapy, kde stojí: Ab Auctore recognita et aucta Anno Salutis 1632 (Autorem přezkoumáno a zvelebeno léta Páně 1632). Také byl opraven vodopis a topografie především v oblasti východních Čech. Toto vydání je také připisováno Pavlu Aretinovi, ale průkazné zmínky o tom chybí.

### Třetí vydání
Potřetí Aretinovu mapu vydal mědirytec a nakladatel Daniel Vusín. V tomto vydání jsou vyplněny ovály u vyobrazených postav (vlevo Βaro Bohemiae, Nobilis Bohemiae, Mercator, Civis, Plebeuus, Rusticus a po pravé straně Baronis uxor, Nobilis faemina, Mercatoris uxor, Civis, Plebea, Rustica). Poznámka z posledního písmene názvu mapy z druhého vydání byla odstraněna. Text v kartuši v pravém dolním rohu byl nahrazen nápisem Prostat apud Daniel Wussim Civem Neo-Pragensem: qui pro honore ac Utilitate Patriae opus hoc renovavit et excudit, An. MDCLXV (Vytištěno Danielem Vusínem občanem Pražským, který toto dílo obnovil a vyryl k poctě a užitku vlasti, roku 1665). Podpis rytce byl odstraněn a v místě byla doplněna kresba mapy. Ke kresbě císařského orla byly doplněny meč a žezlo. Též byly dokresleny lesy jižních Čech a opět zpřesněna kresba ve východních Čechách. K tisku mapy byla ovšem použita původní rytina, ze které byla tištěna první dvě vydání.

### Čtvrté vydání
Čtvrté vydání mapy je dílem Kašpara Vusína, syna Daniela Vusína. Na rozdíl od předchozích tří vydání má mapa rozměr 641x539mm, neboť byl odstraněn název a vyobrazení postav na bocích. V kartuši v pravém dolním rohu je uvedeno: Haec Tabula Regni Boemiae prostat Pragae apud Casparū Wussin (Tato mapa Království českého tištěna v Praze Kašparem Vusínem). Stejně jako v minulém vydání chybí odstraněný podpis rytce. Zároveň byl odstraněn andělíček s buzolou a místo něho dokresleny lesy Šumavy, horní tok Vltavy a doplněn nápis Passauer Wald (Pasovský les). Opět byl zpřesněn a opraven vodopis a doplněny některé německé názvy. Stejně jako v předchozím vydání byla použita původní rytina. Toto vydání nebylo datováno.

## Podobné mapy a kopie
Ve stejném roce jako Aretinova mapa vyšla v Augsburgu mapa Wilhelma Petera Zimmermanna. O rok později vydává svou mapu v Amsterdamu Egid Sadeler. Všechny tři mapy jsou si velmi podobné a nabízí se myšlenka, že všechny mají stejnou předlohu (již bylo zmíněno, že Aretin se za autora své mapy neprohlásil), která se nedochovala.
Kopií Aretinovy mapy vzniklo mnoho a dočkala se vydání v mnoha zahraničních atlasech, především holandských a anglických. Několik různých reprodukcí mapy vlastní Ústřední archiv zeměměřictví a katastru .